# Chenango (New York)
Chenango è una città (town) statunitense, sita nella contea di Broome, nello Stato di New York. L'omonimo fiume ne costituisce il confine cittadino orientale.